# Idalus admirabilis
Idalus admirabilis là một loài bướm đêm thuộc phân họ Arctiinae, họ Erebidae.